# Партия единства и развития
Па́ртия еди́нства и разви́тия (индон. Partai Persatuan Pembangunan) — политическая партия в Индонезии.
Партия была основана 5 января 1973 года путём слияния четырёх существовавших мусульманских партий, а сама идея о необходимости уменьшения численности партий до трёх была озвучена Сухарто вскоре после выборов 1971 года. На парламентских выборах 1977 года ПЕР получила около 27 % голосов против 62 % у партии Голкар, в 1982 году — 28 %, в 1987 году — 16 %. Благодаря этому партия долгое время была главной оппозиционной силой в рамках «Нового порядка» Сухарто. В настоящее время партия придерживается умеренной исламской идеологии.
На президентских выборах 2004 года партия выставила кандидатом Хамзу Хаза, который набрал 3 569 861 (3,01 %) голосов и занял пятое место. Во втором туре партия поддержала Мегавати Сукарнопутри, но после её поражения стала поддерживать Сусило Бамбанга Юдойоно (в том числе на выборах 2009 года, где партия не могла выставлять собственного кандидата).
На парламентских выборах 2009 года партия получила наибольший процент голосов в провинциях Горонтало (14,5 %), Южный Калимантан (10,4 %) и Бантен (8,7 %).
Член партии Сухарсо Моноарфа (индон. Suharso Monoarfa) — министр по делам домохозяйств с 2009 года, Сурьядарма Али (индон. Suryadharma Ali) — министр по делам кооперации, мелкого и среднего бизнеса в 2004-09 и министр по делам религий с 2009 года, Сугихарто (индон. Sugiharto) — министр государственного предпримательства в 2004-07, Бахтиар Хамсья (индон. Bachtiar Chamsyah) — министр социальной защиты в 2004-09.
На парламентских выборах 2014 года партия получила 39 мест.

## Поддержка партии на парламентских выборах после 1998 года
|  |